# Matti Närhi
Matti Närhi (* 17. August 1975 in Viitasaari) ist ein finnischer Leichtathlet, der seit den frühen 1990er Jahren als Speerwerfer aktiv ist.
Närhi vertrat sein Land bei den
- Olympischen Spielen 2004 in Athen;
- Europameisterschaften 1998 in Budapest sowie
- Weltmeisterschaften 1999 in Sevilla

und erreichte jedes Mal den Endkampf mit folgenden Platzierungen:
- 2004 in Athen: Platz 10 mit 80,28 m. Die geforderte Qualifikationsweite von 81 Meter hatte er mit einem Wurf von 81,06 m erfüllt.
- 1999 in Sevilla: Platz 12 mit 79,47 m. Auch seine Qualifikationsleistung von 85,05 m hätte nicht für eine Medaille gereicht, da der Drittplatzierte, der Tscheche Jan Železný, auf 87,67 m kam.
- 1998 in Budapest: Platz 8 mit 82,58 m. Nachdem nur vier Werfer die in der Qualifikation geforderten 82,50 m gemeistert hatten, war Närhi als Siebter mit 80,94 m nachgerückt.

Auch bei den Weltmeisterschaften 2001 in Edmonton war Närhi am Start, musste jedoch ohne gültigen Versuch verletzt aufgeben.
Medaillenerfolge hatte Närhi in der Frühzeit seiner Karriere. Er gewann drei Silbermedaillen:
- EM der Junioren 1993 in San Sebastian: Silber mit 71,74 m hinter dem Griechen Dimitrios Polymerou (Gold mit 72,80 m)
- WM der Junioren 1994 in Lissabon: Silber mit 74,92 m hinter dem Südafrikaner Marius Corbett (Gold mit 77,98 m)
- EM U23 1997 in Turku: Silber mit 80,72 m hinter seinem Landsmann Pietari Skyttä (Gold mit 81,58 m) und vor dem Deutschen Christian Nicolay (Bronze mit 78,18 m)

Da er mit Seppo Räty, Aki Parviainen und Tero Pitkämäki starke Konkurrenz im eigenen Land hatte, konnte er keine Landesmeisterschaft gewinnen.
Leistungsentwicklung:
| Jahr      | 1995  | 1996  | 1997  | 1998  | 1999  | 2001  | 2004  |
| Weite (m) | 83,14 | 85,78 | 88,24 | 84,38 | 87,88 | 84,21 | 86,61 |

Mit seiner persönlichen Bestleistung von 88,24 m, geworfen am 27. Juli 1997 in Soini, rangiert er zurzeit (März 2007) auf Platz 17 der ewigen Weltbestenliste.
Matti Närhi ist 1,88 m groß und wiegt 100 kg.